# Lading (hydrodynamisch)
Het begrip lading betekent in de hydrodynamica de energie van een bepaalde hoeveelheid vloeistof.
Een stromend volume vloeistof heeft 3 soorten energie (energie gedeeld door volume kan uitgedrukt worden als druk):
- De kinetische energie van de vloeistof.
- Potentiële energie (vanwege de zwaartekracht die op de vloeistof werkt).
- De druk die op de vloeistof staat

Die drie delen opgeteld geeft
{\displaystyle {\begin{matrix}{\frac {1}{2}}\end{matrix}}\rho v^{2}+\rho gh+p=\mathrm {constant} .}
Hierin is:
v = snelheid [m s−1]
g = Valversnelling [m s−2]
h = hoogteverschil [m]
p = druk [Pa]
ρ = massadichtheid [kg m−3]
De stelling dat deze lading behouden moet blijven is een vorm van de Wet van behoud van energie en wordt de Wet van Bernoulli genoemd.